# Arita arita
Arita arita är en fjärilsart som beskrevs av William Schaus 1902. Arita arita ingår i släktet Arita och familjen tjockhuvuden. Inga underarter finns listade i Catalogue of Life.